# Vincenzo Fiocchi
Vincenzo Fiocchi (Roma, 1767 – Parigi, 1845) è stato un compositore e organista italiano.

## Biografia
Figlio di Alessandro Fiocchi, il giovane Vincenzo studiò musica prima a Napoli con Fedele Fenaroli  presso il conservatorio della Pietà dei Turchini, quindi a Bologna con padre Martini. Terminati gli studi tornò a Roma e divenne organista nella basilica di San Pietro in Vaticano.
In Italia scrisse sedici opere ottenendo un discreto successo, ma poi, intorno alla fine del secolo XVIII, dovette fuggire da Roma nel periodo dei disordini post-rivoluzionari e riparò prima a Firenze, dove fu ricevuto dal granduca Ferdinando, e poi a Parigi, dove si dedicò alla composizione e rappresentazione di opere per i teatri della capitale francese, senza ottenere grande successo.
Nel 1804 Vincenzo Fiocchi ed il teorico musicale francese Alexandre Etienne Choron pubblicarono Principes d'accompagnment des écoles d'Italie - Extrait des meilleurs auteurs, un'antologia annotata di partiture di maestri italiani, contenente fra gli altri brani di Leonardo Leo, Francesco Durante, Nicola Sala e Fedele Fenaroli.

## Opere
- Il fattore e la cantante, dramma giocoso in due atti, 1786
- Olimpia, dramma in due atti, 1797
- Argea o Despina e Ricciardetto, dramma in tre atti, 1797
- Il sarto di Milano, farsa giocosa in un atto, libretto di Gaetano Rossi, 1799
- Le valet des deux maùres, commedia in un atto, 1802
- Sophocle, opera in tre atti, libretto di Etienne Morel de Chedeville, 1810

## Cantate
- L'addio d'Ettore, cantata a tre voci
- Francesca di Arimino, cantata per soprano, violino, fortepiano, e violoncello
- Piramo e Tisbe, cantata a due voci, archi e cembalo

## Musica sacra
- La Passione di Gesù Cristo signor nostro, componimento sacro per musica su testo di Pietro Metastasio

## Musica strumentale
- Sonata per cembalo, 1792